# Борсуківська сільська рада (Новоушицький район)
Борсукі́вська сільська́ ра́да — адміністративно-територіальна одиниця та орган місцевого самоврядування в Новоушицькому районі Хмельницької області. Адміністративний центр — село Борсуки.

## Загальні відомості
Борсуківська сільська рада утворена в 1933 році.
- Територія ради: 26,769 км²
- Населення ради: 938 осіб (станом на 2001 рік)

## Населені пункти
Сільській раді були підпорядковані населені пункти:
- с. Борсуки
- с. Садове

## Склад ради
Рада складалася з 14 депутатів та голови.
- Голова ради: Атаманчук Анатолій Григорович
- Секретар ради: Савлюк Галина Григорівна

### Керівний склад попередніх скликань
| Прізвище, ім'я, по батькові   | Основні відомості                                                                       | Дата обрання | Дата звільнення |
| ----------------------------- | --------------------------------------------------------------------------------------- | ------------ | --------------- |
| Атаманчук Анатолій Григорович | Сільський голова, 1966 року народження, освіта вища, член Соціалістичної партії України | 26.03.2006   | 31.10.2010      |
| Атаманчук Анатолій Григорович | Сільський голова, 1966 року народження, освіта вища, член Партії регіонів               | 31.10.2010   |                 |

Примітка: таблиця складена за даними сайту Верховної Ради України

### Депутати
За результатами місцевих виборів 2010 року депутатами ради стали:

#### За суб'єктами висування
| Суб'єкт висування | Кількість обраних депутатів | %    |
| ----------------- | --------------------------- | ---- |
| Самовисування     | 7                           | 50   |
| Народна партія    | 5                           | 35,7 |
| Партія регіонів   | 2                           | 14,3 |

#### За округами
| № округу        | Прізвище, ім'я, по батькові  | Дата визнання обраним | Освіта             | Партійна приналежність | Відомості про обраного депутата                                                |
| --------------- | ---------------------------- | --------------------- | ------------------ | ---------------------- | ------------------------------------------------------------------------------ |
| Народна Партія  |                              |                       |                    |                        |                                                                                |
| 1               | Савтик Галина Ксенофонтіївна | 05.11.2010            | середня спеціальна | член Народної партії   | пенсіонер                                                                      |
| 3               | Деркач Анатолій Петрович     | 05.11.2010            | середня            | член Народної партії   | тимчасово не працює                                                            |
| 4               | Павлюк Валентина Іванівна    | 05.11.2010            | середня спеціальна | член Народної партії   | Борсуківська амбулаторія загальної практики сімейної медицини, фельдшер-акушер |
| 7               | Атаманюк Василь Степанович   | 05.11.2010            | середня            | член Народної партії   | тимчасово не працює                                                            |
| 10              | Олійник Василь Іванович      | 05.11.2010            | середня            | член Народної партії   | приватний підприємець                                                          |
| Партія регіонів |                              |                       |                    |                        |                                                                                |
| 9               | Яковлева Любов Григорівна    | 05.11.2010            | середня спеціальна | позапартійна           | Борсуківська сільська рада, головний бухгалтер                                 |
| 12              | Сівак Антоніна Степанівна    | 05.11.2010            | середня            | позапартійна           | Садовенецький сільський клуб, завідувачка                                      |
| Самовисування   |                              |                       |                    |                        |                                                                                |
| 2               | Никитюк Анатолій Іванович    | 05.11.2010            | середня            | позапартійний          | Борсуківська загальноосвітня школа І-ІІ ст., старший оператор                  |
| 5               | Мазур Володимир Васильович   | 05.11.2010            | середня            | позапартійний          | Борсуківська сільська рада, технічний працівник                                |
| 6               | Давидюк Мирон Миколайович    | 05.11.2010            | середня            | позапартійний          | тимчасово не працює                                                            |
| 8               | Савлюк Галина Петрівна       | 05.11.2010            | середня спеціальна | позапартійна           | Борсуківська сільська рада, секретар                                           |
| 11              | Шпаковська Галина Іванівна   | 05.11.2010            | середня            | позапартійна           | Садовенецький дошкільний навчальний заклад, повар                              |
| 13              | Сівак Ірина Василівна        | 05.11.2010            | середня            | позапартійна           | приватний підприємець                                                          |
| 14              | Дроздова Любов Іванівна      | 05.11.2010            | середня            | позапартійна           | Садовенецький фельдшерсько-акушерський пункт, молодша медсестра                |